# Arquipélago de Alexandre

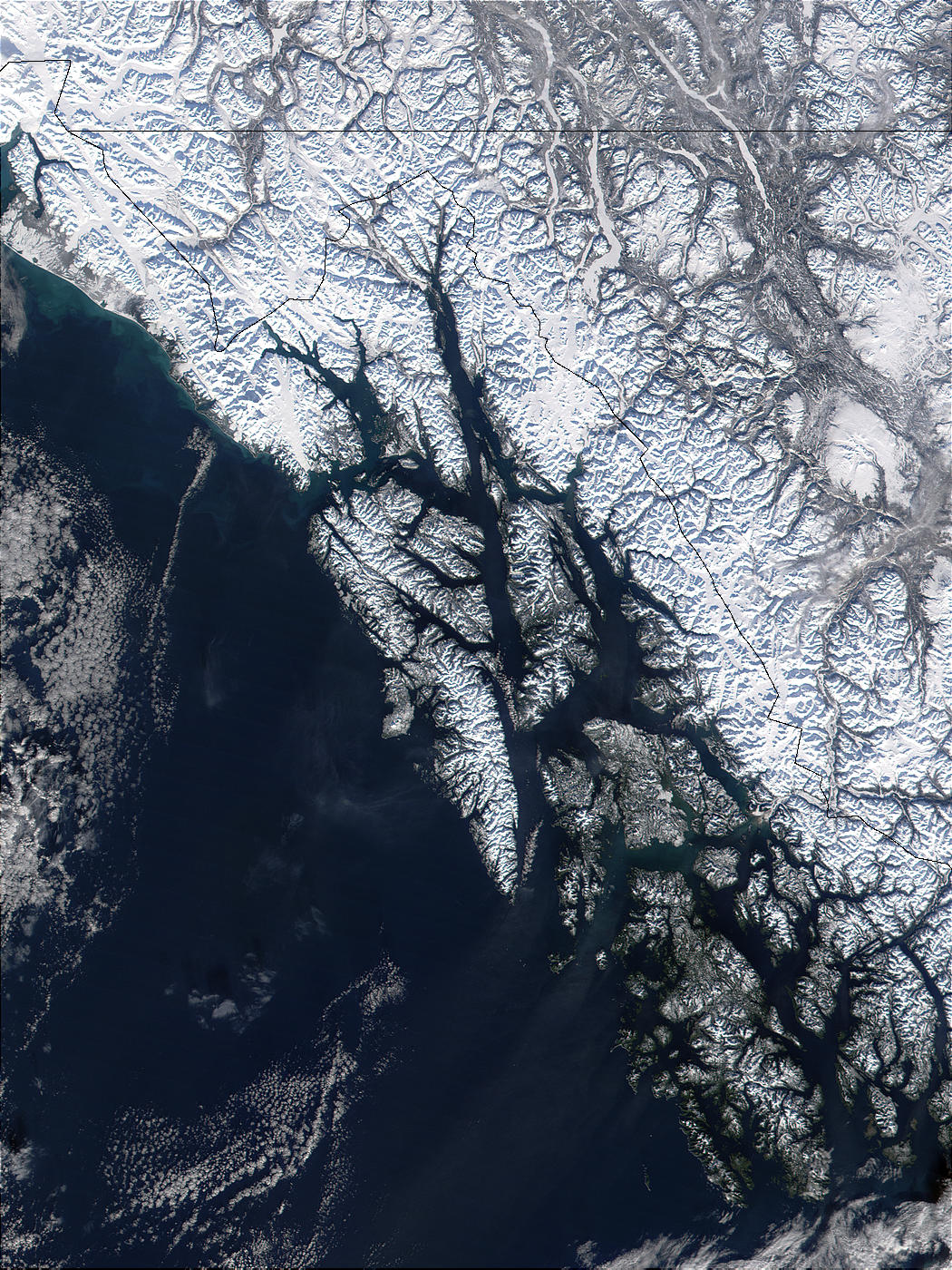
Imagem de satélite MODIS do Arquipélago de Alexander

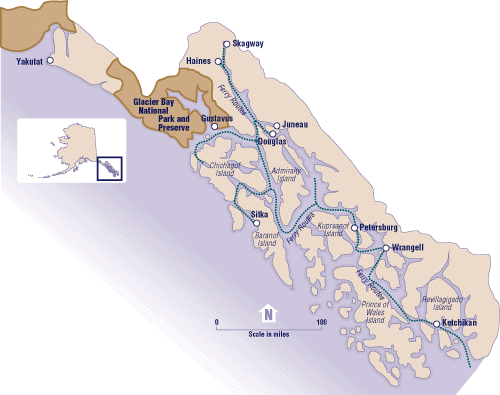
Mapa do Arquipélago de Alexandre

O arquipélago de Alexandre ou arquipélago de Alexander é um arquipélago que se estende por aproximadamente 500 km ao largo da costa sudeste do Alasca, junto ao chamado panhandle do Alasca. É composto por cerca de 1100 ilhas, constituídas pelos cumes de montanhas costeiras submersas que se erguem abruptamente do oceano Pacífico. As ilhas encontram-se separadas umas das outras e do continente por canais e fiordes profundos. O arquipélago foi designado com o nome de Alexander Baranov, líder de uma companhia de comércio de peles, chamada Companhia Russo-Americana, no início do século XIX. 
As costas das ilhas são irregulares e bastante inclinadas e estas encontram-se cobertas por densa vegetação perene e floresta húmida temperada. A vida selvagem é abundante.
As maiores ilhas são as ilhas ABC (ilha Chichagof, ilha Admiralty, ilha Baranof), seguidas pela ilha Wrangell, ilha Revillagigedo, ilha Kupreanof, ilha Dall e ilha Príncipe de Gales.
Os povos tlingit e haida são nativos desta área. Os tsimshian da ilha Anette não são originários da região, tendo emigrado para ali desde a Colúmbia Britânica em finais do século XIX. 
As maiores povoações do arquipélago são Ketchikan na ilha de Revillagigedo e Sitka na ilha de Baranof. A maior localidade da região, Juneau, encontra-se no continente não fazendo assim parte do arquipélago.
As principais indústrias do arquipélago são o turismo, pesca e madeira.
O arquipélago foi visitado pelos russos em 1741 e mais tarde explorado pela Inglaterra, Espanha e Estados Unidos. As ilhas passaram para o controlo dos Estados Unidos em 1867, incluídas na Compra do Alasca.